# Saint-Alexandre-des-Lacs
Saint-Alexandre-des-Lacs es un municipio parroquial canadiense situado en la provincia de Quebec.

## Superficie
Saint-Alexandre-des-Lacs tiene una superficie de 89,82 km².

## Demografía
En 2021, tenía 298 habitantes, una densidad poblacional de 3,3 hab./km², y 143 viviendas.